# Stochastische Resonanz
Stochastische Resonanz bezeichnet ein Phänomen, das in einem rauschbehafteten nichtlinearen System mit bestimmten Eigenschaften auftreten kann, wenn dieses durch ein periodisches Signal angeregt wird. Der Begriff wurde 1981 von italienischen und belgischen Physikern geprägt, um die periodische Wiederkehr von Eiszeiten zu erklären. Die Stochastische Resonanz ist von technischer Bedeutung bei der Verstärkung bzw. Detektion von periodischen Signalen, die im Vergleich zum (normalerweise störenden) Systemrauschen sehr schwach sind. Vergleichbar mit dem Phänomen der Resonanz, bei dem es eine beste Anregungsfrequenz gibt, gibt es bei der Stochastischen Resonanz eine Intensität des Rauschens, bei der das Signal am besten detektiert werden kann. Diese Intensität ist scheinbar paradoxerweise nicht Null.

Ein einfaches Beispiel für Stochastische Resonanz, dargestellt ist ein Zeitsignal

## Beispiel
Das nichtlineare System in dem in nebenstehender Abbildung dargestellten neuronal motivierten Beispiel ist die Schwelle (blau), bei deren Überschreitung ein Aktionspotential ausgelöst wird. Das Signal (rot) verläuft stets unterhalb der Schwelle. Wird aber Rauschen zu dem Signal addiert (schwarz), so wird die Schwelle gelegentlich überschritten. Überschreitungen der Schwelle sind durch die blauen Striche am unteren Bildrand dargestellt.
Die Wahrscheinlichkeit dafür ist in den Maxima des unverrauschten Signals höher als in den Minima. Bei sehr geringer Rauschintensität wird die Schwelle nie überschritten, bei sehr hoher hingegen bildet sich in der dichten Folge von Aktionspotentialen das Signal nicht mehr gut ab. Eine mittlere Rauschintensität ist für die Abbildung des Signals nach der nichtlinearen Stufe optimal.